# Incendio de la Estación Antártica Comandante Ferraz
El 25 de febrero de 2012 se produjo un incendio en la Estación Antártica Comandante Ferraz que se saldó con dos muertos y un herido, y destruyó aproximadamente un 70% de la estación de investigación.

## Causas
El incendio se inició en la sala de máquinas que albergaba los generadores eléctricos cerca de las 2 de la mañana (hora de Brasilia) del 25 de febrero de 2012. La Marina de Brasil abrió una investigación para determinar las causas exactas del accidente. Un informe inicial del Ministerio de Defensa indica que un cortocircuito pudo haber provocado la explosión.

## Respuesta internacional
- Chile: La Base Presidente Eduardo Frei Montalva fue la primera base que recibió la señal de socorro emitida por la estación brasileña a las 2:40 de la mañana (hora local). La Armada de Chile activó un plan de emergencia y envió dos barcos tripulados por una brigada antiincendios y cargados de material y suministros tales como bombas, mangueras y extintores. La ayuda chilena llegó a las 3:46 (hora local), después de navegar una hora. Una tercera embarcación, el remolcador Lautaro, llegó a las 5 (hora local). Ya de día, la Armada de Chile envió dos helicópteros Bolkow para evacuar al personal brasileño a la base Frei Montalva.[2]
- Argentina: La Armada Argentina envió el buque ARA Puerto Deseado al lugar de los hechos. Posteriormente, la Fuerza Aérea Argentina trasladó al personal brasileño desde la base chilena hasta Punta Arenas, en territorio chileno.[3]
- Polonia: La Estación Henryk Arctowski también envió personal para contribuir a la lucha antiincendios. Los médicos polacos administraron primeros auxilios al soldado brasileño herido en el incendio.[2]
- Reino Unido: El buque patrulla HMS Protector captó la señal de socorro y navegó a la isla Rey Jorge para proporcionar ayuda a la estación de investigación. Veintitrés de sus marineros desembarcaron con equipo antiincendios para hacer frente al fuego.[4]

## Evacuación
Cincuenta y nueve personas se encontraban en la estación en el momento de producirse el incendio. Cuarenta y cuatro de ellos (30 científicos, un alpinista, un representante del Ministerio de Medio Ambiente y doce soldados del Arsenal de Marina de Río de Janeiro) fueron evacuados por helicóptero a la cercana Base Presidente Eduardo Frei Montalva, administrada por Chile, mientras otros doce soldados de la marina brasileña permanecieron en la base para combatir el fuego.
Más tarde, los evacuados embarcaron en un avión de la Fuerza Aérea Argentina rumbo a Punta Arenas (Chile). La Fuerza Aérea Brasileña envió un avión C-130 Hercules para recoger a los 44 evacuados y devolverlos a Brasil.

## Daños

### Daños humanos
Dos soldados, el suboficial Carlos Alberto Vieira Figueiredo y el sargento Roberto Lopes dos Santos, originalmente declarados desaparecidos por la Marina de Brasil, fueron hallados muertos entre los escombros de la estación tras el fuego. Sus restos fueron trasladados en avión el 28 de febrero de 2012 de vuelta a Brasil. Fueron condecorados en un funeral militar en la Base Aérea de Galeão.
El sargento Luciano Gomes Medeiros sufrió heridas sin riesgo para la vida y recibió tratamiento de primeros auxilios en la base polaca Henryk Arctowski.

### Daños materiales
El 26 de febrero de 2012, la Marina de Brasil emitió una nota de prensa con un informe preliminar sobre el alcance de los daños. Según el informe, aunque cerca del 70% de la estación fue destruida por el incendio, los refugios, varios laboratorios (de meteorología, química y ciencias atmosféricas), los depósitos de combustible y el helipuerto permanecieron intactos debido a que estaban aislados del edificio principal.

## Reacciones

### Respuesta gubernamental
La presidenta de Brasil Dilma Rousseff emitió un comunicado en el que expresó su consternación por el accidente y la muerte de los dos soldados, y su firme disposición de reconstruir la estación.

### Medios internacionales
El accidente recibió una considerable cobertura mediática internacional. En Latinoamérica, los periódicos chilenos y argentinos subrayaron la ayuda de sus respectivos países en los esfuerzos de evacuación. El periódico chileno La Nación citó el llamamiento realizado por la presidenta de Brasil, Dilma Rousseff, al presidente de Chile, Sebastián Piñera, para agradecer el apoyo «en el socorro y rescate» de los afectados por el incendio. El diario La Prensa Austral dedicó una primera plana al desastre. En Argentina, La Nación publicó un gráfico que ilustraba la ubicación de la estación brasileña y la manera en que las fuerzas armadas argentinas participaron en el rescate. Clarín también subrayó el apoyo del país a Brasil. Los esfuerzos de reconstrucción y la solidaridad con Brasil también fueron mencionados por el periódico español El País, el portugués Público y el estadounidense The Washington Post.